# Molophilus (Molophilus) flavidulus
Molophilus (Molophilus) flavidulus is een tweevleugelige uit de familie steltmuggen (Limoniidae). De soort komt voor in het Australaziatisch gebied.